# How beautiful you are
「how beautiful you are」（ハウ・ビューティフル・ユー・アー）は、浜崎あゆみのデジタル・ダウンロードシングル。

## 解説
- シングルとしては、「L」以来、約1年4か月ぶりとなり、デジタルシングルとしては、2011年の「Happening Here」以来約1か月半ぶりとなる。
- 2009年にリリースされた「Sunrise ～LOVE is ALL～」以来、約2年5か月ぶりのドラマ主題歌である[2]。
- PVにはマッチョな男性二人がケンカをしているシーン、男女が見つめ合っているシーン、ホスト系男子と女子がハグしているシーン、夫婦が子どもをだっこしているように見える後ろ姿、などが映し出されるがしばらくすると、見つめ合っていた男女の片方は足が義足であること、子どもだと思っていたのが実はマメ山田であること、ホスト系男子に見えたのは実は女子であること、男性二人が実はカップル(真崎航と天天)であること、などが明らかになる。[3]

## 収録曲
1. how beautiful you are "Original mix" [5:01]
作詞：ayumi hamasaki / 作曲：Timothy Wellard / 編曲：Yuta Nakano
フジテレビ系テレビドラマ『最後から二番目の恋』主題歌
2. how beautiful you are "Original mix -Instrumental-" [4:59]

## 収録アルバム
- 『Party Queen』
- 『A THEME SONGS -Drama edition-』[4]
- 『A BALLADS 2』

## 収録ライブ映像
- how beautiful you are
  - 『ayumi hamasaki COUNTDOWN LIVE 2011-2012 A 〜HOTEL Love songs〜』(Party Queen)
  - 『ayumi hamasaki ARENA TOUR 2012 A 〜HOTEL Love songs〜』
  - 『ayumi hamasaki COUNTDOWN LIVE 2014-2015 A Cirque de Minuit 〜真夜中のサーカス〜』
  - 『ayumi hamasaki COUNTDOWN LIVE 2019-2020 〜Promised Land〜 A』
    - 『A BALLADS 2』

  - 『ayumi hamasaki COUNTDOWN LIVE 2021-2022 A 〜23rd Monster〜』(ayumi hamasaki ASIA TOUR 〜24th Anniversary special@PIA ARENA MM〜)
  - 『ayumi hamasaki ARENA TOUR 2018 ～POWER of MUSIC 20th Anniversary～』(ayumi hamasaki UNRELEASED LIVE BOX A)